# Jewgenija Wladimirowna Medwedewa-Arbusowa
Jewgenija Wladimirowna Medwedewa-Arbusowa (russisch Евгения Владимировна Медведева-Арбузова; * 4. Juli 1976 in Kondopoga, Karelien) ist eine ehemalige russische Skilangläuferin.

## Werdegang
Medwedewa-Arbusowa startete im Januar 1997 erstmals im Weltcup in Kawgolowo und belegte dort den 42. Platz über 15 km Freistil. Bei der Winter-Universiade 1997 in Muju errang sie den 14. Platz über 15 km Freistil und jeweils den achten Rang über 10 km klassisch und in der Doppelverfolgung und holte bei der Winter-Universiade 1999 in Štrbské Pleso die Goldmedaille mit der Staffel. Ihren ersten Weltcuppunkte holte sie im November 2000 in Beitostølen mit dem 17. Platz über 10 km Freistil. Bei der Winter-Universiade 2001 in Zakopane gewann sie Bronzemedaille über 15 km Freistil. Im Januar 2002 kam sie beim Weltcup in Nové Město mit dem sechsten Platz über 5 km Freistil erstmals unter die ersten Zehn und holte tags darauf zusammen mit Julija Tschepalowa im Teamsprint ihren ersten Weltcupsieg. In der Saison 2002/03 erreichte sie im Weltcupeinzel zwei Top-Zehn-Platzierungen und zum Saisonende den 32. Platz im Gesamtweltcup. Beim Weltcup in Davos wurde sie Zweite mit der Staffel. Bei den Nordischen Skiweltmeisterschaften 2003 im Fleimstal errang sie den 27. Platz über 30 km Freistil und den 22. Platz im Skiathlon. Nach vier Platzierungen in den Punkterängen zu Beginn der Saison 2004/05, siegte sie in Lago di Tesero mit der Staffel und belegte in Ramsau am Dachstein den dritten Platz im 15-km-Massenstartrennen. Im Februar 2005 holte sie über 10 km Freistil in Reit im Winkl ihren einzigen Einzelsieg im Weltcup. Bei den Nordischen Skiweltmeisterschaften 2005 in Oberstdorf gewann sie die Silbermedaille mit der Staffel. Zudem wurde sie Zehnte über 10 km Freistil. Zum Saisonende errang sie in Falun den dritten Platz mit der Staffel und erreichte den 17. Platz im Gesamtweltcup und den 11. Rang im Distanzweltcup. In der Saison 2005/06 kam sie im Weltcup fünfmal in die Punkteränge, darunter dreimal unter die ersten Zehn. Beim Saisonhöhepunkt den Olympischen Winterspielen 2006 gewann sie in Pragelato die Bronzemedaille im Skiathlonrennen über 15 Kilometer und holte dort Gold mit der Staffel. Zudem belegte sie den 21. Platz im 30-km-Massenstartrennen. Die Saison beendete sie auf dem 26. Platz im Distanzweltcup. In der folgenden Saison errang sie den 34. Platz bei der Tour de Ski 2006/07 und den 20. Platz im Distanzweltcup. Ihre beste Saisonplatzierung im Weltcupeinzel war der vierte Platz in Cavalese über 10 km Freistil und in Rybinsk im 15-km-Massenstartrennen. Bei den Nordischen Skiweltmeisterschaften 2007 in Sapporo belegte sie den 18. Platz im Skiathlon, den 11. Rang über 10 km Freistil und den siebten Platz mit der Staffel. In der Saison 2007/08 kam sie im Weltcup 16-mal in die Punkteränge, darunter viermal unter die ersten Zehn. Die Tour de Ski 2007/08 beendete sie auf dem 24. Platz. Im Januar 2008 errang sie beim Weltcup in Canmore im Skiathlon und über 10 km Freistil jeweils den zweiten Platz. Im März 2008 wurde sie russische Meisterin in der Verfolgung und erreichte zum Saisonende den 24. Platz im Gesamtweltcup und den 19. Rang im Distanzweltcup. Nach zwei Top-Zehn-Ergebnissen im Weltcupeinzel zu Beginn der folgenden Saison, errang sie den 18. Platz bei der Tour de Ski 2008/09. Es folgten zwei weitere Top-Zehn-Platzierungen und der 17. Platz beim Weltcupfinale in Falun. Bei den Nordischen Skiweltmeisterschaften 2009 in Liberec gewann sie die Silbermedaille im 30-km-Massenstartrennen. Zudem errang sie den 12. Platz im Skiathlon. Die Saison beendete sie auf dem 20. Platz im Gesamtweltcup und auf dem 16. Rang im Distanzweltcup. In ihrer letzten aktiven Saison 2009/10 kam sie im Weltcup viermal unter die ersten Zehn. Bei der Tour de Ski 2009/10 belegte sie den 11. Platz. Dabei wurde sie Dritte bei der Abschlussetappe. Bei den Olympischen Winterspielen 2010 in Vancouver errang sie den 39. Platz im Skiathlon und jeweils den siebten Platz über 10 km Freistil und mit der Staffel. Zum Saisonende erreichte sie den 25. Platz im Gesamtweltcup und den 18. Rang im Distanzweltcup.

## Siege bei Weltcuprennen

### Weltcupsiege im Einzel
| Nr. | Datum            | Ort           | Disziplin      |
| --- | ---------------- | ------------- | -------------- |
| 1.  | 12. Februar 2005 | Reit im Winkl | 10 km Freistil |

### Weltcupsiege im Team
| Nr. | Datum             | Ort            | Disziplin                        |
| --- | ----------------- | -------------- | -------------------------------- |
| 1.  | 13. Januar 2002   | Nové Město     | 4 × 1,5 km Teamsprint Freistil 1 |
| 2.  | 12. Dezember 2004 | Lago di Tesero | 4 × 5 km Staffel 2               |

## Teilnahmen an Weltmeisterschaften und Olympischen Winterspielen

### Olympische Spiele
- 2006 Turin: 1. Platz Staffel, 3. Platz 15 km Skiathlon, 21. Platz 30 km Freistil Massenstart
- 2010 Vancouver: 7. Platz Staffel, 7. Platz 10 km Freistil, 39. Platz 15 km Skiathlon

### Nordische Skiweltmeisterschaften
- 2003 Val di Fiemme: 22. Platz 10 km Skiathlon, 27. Platz 30 km Freistil
- 2005 Oberstdorf: 2. Platz Staffel, 10. Platz 10 km Freistil
- 2007 Sapporo: 7. Platz Staffel, 11. Platz 10 km Freistil, 18. Platz 15 km Skiathlon
- 2009 Liberec: 2. Platz 30 km Freistil Massenstart, 12. Platz 15 km Skiathlon

## Weltcup-Gesamtplatzierungen
| Saison  | Gesamt | Gesamt | Distanz | Distanz | Sprint | Sprint |
| Saison  | Punkte | Platz  | Punkte  | Platz   | Punkte | Platz  |
| ------- | ------ | ------ | ------- | ------- | ------ | ------ |
| 2000/01 | 40     | 59.    | -       | -       | -      | -      |
| 2001/02 | 108    | 37.    | -       | -       | -      | -      |
| 2002/03 | 140    | 32.    | -       | -       | 13     | 58.    |
| 2003/04 | -      | -      | -       | -       | -      | -      |
| 2004/05 | 258    | 17.    | 258     | 11.     | -      | -      |
| 2005/06 | 141    | 41.    | 141     | 26.     | -      | -      |
| 2006/07 | 99     | 42.    | 99      | 20.     | -      | -      |
| 2007/08 | 309    | 24.    | 281     | 19.     | -      | -      |
| 2008/09 | 383    | 20.    | 298     | 16.     | 5      | 80.    |
| 2009/10 | 298    | 25.    | 202     | 18.     | -      | -      |